# مقاطعة بور فيري (لويزيانا)
مقاطعة بور فيري (بالإنجليزية: Burr Ferry, Louisiana)‏ هي إحدى مقاطعات ولاية لويزيانا في الولايات المتحدة. تأسست سنة 1871، وتبلغ مساحتها 3474 كم2، بلغ عدد سكانها 52531 نسمة في عام 2010 حسب إحصاء مكتب تعداد الولايات المتحدة وتصل الكثافة السكانية فيها 15 نسمة/كم2.

## وصلات خارجية
- United States Counties